# Deep house

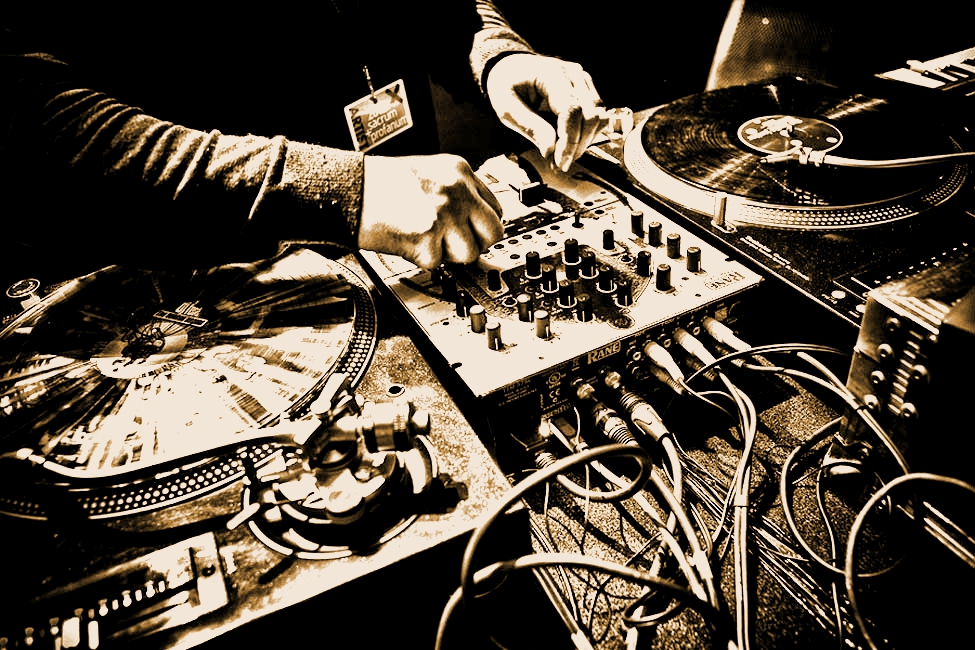

A deep house a house zene egyik alműfaja. Kellemes, lágy dallamok jellemzik, nyugodt, mélyen helyezkedő hangok, amelyek gyakran disszonáns akkordokból állnak össze.
A 80-as évek végén tűnt fel Chicago környékén, merítve az akkor igen népszerű soul, funk és jazz hangzásból. Az utóbb említett stílus legtöbbször Hammond orgona, Wurlitzer vagy klasszikus zongora formájában szólalt meg a Downtempo ütemek közt. Lüktetése többnyire 4/4-es ütem, 120 és 125 bpm közé esik.
A 90-es évek közepén inkább a House zene többi műfaja hatott rá (pl.: Disco House), napjainkban viszont a Tech House-szal akadnak közös stílusjegyeik. Egyaránt hallható női és férfi vokál is a zenékben.